# Gastronomía de Baleares
La gastronomía de Baleares posee muchos puntos de contacto con la cocina catalana y valenciana. Es de características puramente mediterráneas. Las islas Baleares (España) han sido conquistadas varias veces durante su historia entre árabes, franceses e ingleses, lo que puede decirse que ha dejado ciertas influencias culinarias. Cabe mencionar que existen marcadas diferencias entre la cocina mallorquina y menorquina fruto de diferentes influencias culturales.
Las primeras noticias sobre una gastronomía balear aparecen en el siglo XV, pero quizás quien más se afanó en dejar cumplida cuenta de lo que encontró en sus visitas a las islas fue el Archiduque Luis Salvador de Austria, que en su obra Die Balearen dedicó una parte a la gastronomía isleña. Distingue este autor entre cocina rural (más primitiva, basada en el pan, legumbres y frutas, que componen repetitivamente tres platos: sopas de col, escudellas de habas y pa amb oli, aceitunas e higos. Los amos de las possessions no comían distinto a los jornaleros, pero sí acompañaban las sopas con huevos fritos, sobrasada, butifarrons y xulla. Los domingos todos comían arroz con azafrán) y cocina ciudadana (con más variedad en carne y pescado, pan blanco, poca leche y mucho chocolate con dulces como ensaimadas y cuartos).

## Platos
En la actualidad es conocido en el resto de España la sobrasada mallorquina, y el arroz brut (también de Mallorca). Destacan las sopas (mallorquina y menorquina), el queso de Mahón (con sabor ahumado), la ginebra de Mahón (pellofa) y la salsa que lleva el nombre de la ciudad de Mahón: la mahonesa. La cocina balear presenta sutilezas como los huevos al estilo de Sóller y las perdices de capellán. Entre los platos preparados se encuentra el tumbet (de carne o pescado acompañado de berenjenas fritas), el fri variat, la porcella y la greixonera dels darrers dies. Entre los postres, destaca la ensaimada.

## Cocina de la carne y del pescado
La Iglesia históricamente impuso muchos días de ayuno, con lo que la carne pasó a ser un alimento considerado como festivo y por eso, enormemente deseado y elitista. El pescado, sin embargo, se consideraba un alimento de vigilia aunque muy popular en el sentido peyorativo del término.

### Cocina de la carne
Marvin Harris en su libro Good to Eat (Bueno para comer), de 1985 establece una serie de características nutricionales y sociológicas de la carne. Nos dice que en las sociedades agrícolas la fuerza simbólica de los alimentos cárnicos viene de su escasez y utilidad nutritiva. Su escasez hace que la carne deba consumirse combinada con otras cosas, de ahí la complejidad de su cocina. 

#### Cocina de la caza y aves
El consumo de la caza y volatería es abundante, empleadas para caldos y guisados. 
Gallinas, pollos, pavos y palomos se consumen sobre todo asados y rellenos. El Archiduque Luís Salvador describe tres platos típicamente mallorquines: los escaldums, el capó a la rei En Jaume y el frit de menudillos.
Perdices, codornices y tordos se comen en guisados.
Liebres, conejos y erizos se sirven con arroz. De hecho, si en el arroz se mezcla la sangre del conejo, tenemos uno de los platos estrella de la gastronomía mallorquina: el arròs brut.

#### Cocina de la carne de cordero, de cerdo y de ternera
Un datos relevante de la cocina balear es el carácter omnipresente de la manteca de cerdo (saïm), que supera con creces al aceite de oliva para preparar platos cocinados.
a) Cocina de los menudillos o casquería del animal. Aquí tenemos los frits de cerdo y de cordero, que mezclan casquería de todo tipo con cebollas, habas tiernas, pimientos y hierbas aromáticas.
b) Greixoneres, greixeres, estofados, empanadas y albóndigas (pilotes). 
c) La porcella (lechona) asada. Plato de las más honda tradición cuya preparación constituía todo un ritual. No faltaba en las fiestas de Navidad y Fin de Año.
d) Embutidos, manteca, salazón. Hablamos aquí de la cocina del cerdo, que era (y así se conserva buenamente) una cocina de conserva por colores (negra: butifarrones, camaiot, butifarra), roja (sobrasada y longaniza) y blanca (manteca). En salazón: jamón, huesos salados. Estas conservas generan a su vez nuevos y exquisitos platos: sobrasada con miel y sobrasada con suquet.

### Cocina del pescado
La cocina del pescado era (siglos XVIII y XIX más restrictiva que la de la carne, probablemente influida por su carácter de alimento de vigilia. Con las más de 60 variedades de pescado autóctonas se elaboran platos como sopas y caldos, calderetas, arroces, la coca espinagada, la coca de espinacas con arenques o gerret, empanadas de pescado.

## Cocina vegetal
La contraposición entre la cocina de los vegetales (que incluiría cereales, legumbres y hortalizas-verduras) y el trinomio carne-leche-pescado es algo connatural a casi toda cultura humana. La alimentación vegetalista genera una cocina de temporada que en Baleares asume dos vías fundamentales:

### Cocina hortícola
A medida que las sociedades crecen y se complican, se consume menos verdura. El archiduque Luis Salvador menciona más de 22 clases de hortalizas (habas, alubias, guisantes, coliflores, col, porro, lechuga, endivia, espinacas, acelgas, alcachofa, perejil, zanahoria, rábano, patata, boniato, cebolla, ajo, tomate, berenjena, pimiento, calabaza). Con las hortalizas se preparan los trempats, comida fresca de verano y también son conocidas las berenjenas rellenas y las zanahoras ofegades (ahogadas).

### Cocina cerealista y leguminosa
El arroz y el trigo son parte esencial de cualquier gastronomía. En la cocina balear son conocidos los platos de arroz (arroz de liebre, arròs brut, arroz con erizos, arroz de langosta...) y, sobre todo, hay una rica tradición en sopes (sopas): sopa torrada, sopa con sofrito, sopa de pan, sopas con espinacas y pan, sopas con col...
En cuanto a las legumbres, el predominio de las habas fue evidente hasta el siglo XX, cocinadas en escudella, o como faves parades. 

## Repostería
La aparición del azúcar supone una revolución culinaria, como dice Toussant-Samat, el gusto del azúcar cambia más el planeta que muchos siglos de guerras. En Baleares existe una amplia tradición repostera inicialmente surgida para días de fiesta.

### Las pastas o masas

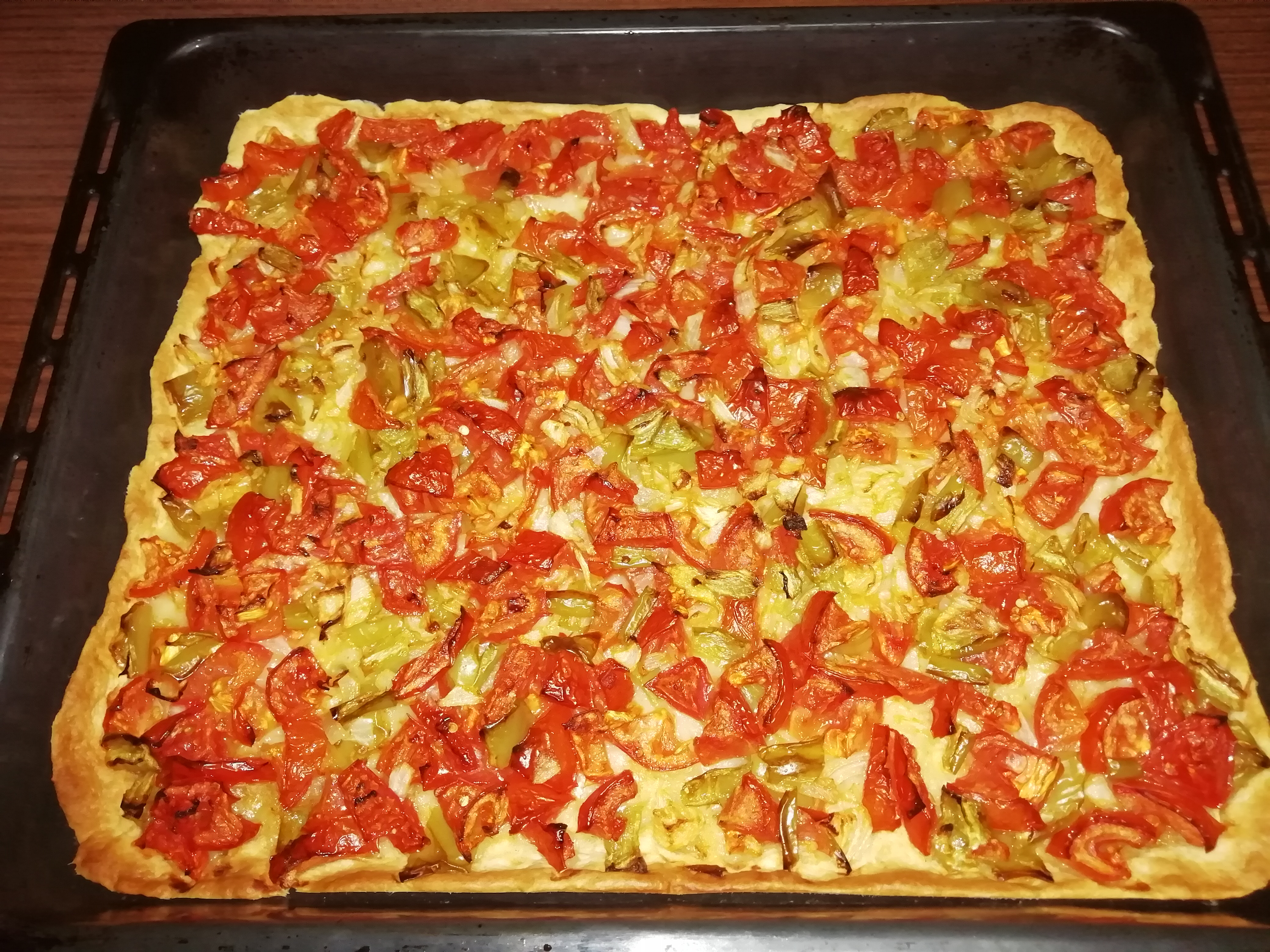
Una coca de trempó recién salida del horno.

Tenemos aquí pastas fritas y pastas de horno. Las primeras están ligadas al dulce. Las segundas pueden ser saladas o dulces.
Las pastas fritas pueden ser de cuatro tipos: buñuelos (con agujero y buñuelos de viento); llesques de papa; robiols (especie de empanadillas rellenas de cabello de ángel, requesón o mermelada) y flaó o formatjada (pastas cocidas en el horno rellenas de requesón).
Las pastas de horno:
Pastas dulces. Cuartos, coixins, madritxos y concos. Más elaboradas y festivas tenemos las ensaimadas, conocidas a nivel nacional e internacional, elaboradas con flor de harina y manteca de cerdo y azúcar en polvo. Las hay con sobrasada y con calabaza y se comen para almorzar y como postre. Otro pastel muy apreciado era la tortada real (o tambor), con almendra, los suspiros de Manacor, los doblegats
Pastas saladas y dulces. Son las panades (empanadas) y los cocarrois. Las panades van rellenas de carne (cordero) o de pescado (atún, musola). Los cocarrois van rellenos de verduras. Las empanadas de carne eran consumidas todo el año, pero principalmente se las consideraba una comida de Pascua y Pentecostés. Los cocarrois y las empanadas de pescado eran comida cuaresmal.

### Dulces, confituras, mermeladas y jarabes
El origen de los dulces está en el matrimonio entre las especias y el azúcar con un objetivo terapéutico, cual era prevenir las afecciones digestivas provocadas por comer en exceso. Los comensales solían portar cajitas con dulces y se tomaban uno o dos antes de ir a descansar: el clavo, el jengibre, granos de anís, almendras, piñones... se untaban de azúcar y se cocían en un caldero removiendo continuamente. Poco a poco pierden ese carácter terapéutico y pasan a ser la base de los postres. Así teníamos: bescuits (bizcochitos); confites (que eran granos de anís, almendras o piñones envueltos de azúcar fino endurecido); la pasta de membrillo; confituras (pera, albaricoque, melocotón, gínjol, arrop (confitura de mosto de vino); leche de almendra.